# Llàtzer Escarceller
Llàtzer Escarceller i Sabaté (Ribas de Freser, 30 de septiembre de 1914-Barcelona, 26 de octubre de 2010) fue un actor de cine, teatro y televisión español, especializado en papeles cómicos.
A los 44 años se estableció en Barcelona, y llevó un puesto de venta de pipas y caramelos en el muelle. En 1974, el director Francesc Betriu lo vio y lo contrató para un papel en la película Furia española; desde aquel momento, se dedicó a su nueva carrera artística, aunque no abandonó la parada.
Actuó en los programas televisivos Makinavaja(Série de Televisión), Filiprim y Tres i l'astròleg, ambos con Josep Maria Bachs y Un, dos, tres... responda otra vez. Además de televisión, trabajó en el teatro (Els gegants de la muntanya, representada en el Teatro Nacional de Cataluña), e  intervino en más de 80 películas (normalmente en papeles secundarios). Intervino en varias ediciones de la obra benéfica Guanya't el cel con el padre Manuel.
El 29 de septiembre de 2008, familiares, amigos y compañeros de trabajo le rindieron un homenaje por su 94.º aniversario.

## Obras

### Cine y televisión
- Papá (2001), serie de televisión.
- Los porretas (1996), dirigida por Carlos Suárez.
- Adiós, tiburón (1996), dirigida per Carlos Suárez.
- Makinavaja (1995), serie de televisión de José Luis Cuerda.
- Un, dos, tres... responda otra vez, concurso de televisión (participó en 18 programas entre los años 1993 y 1994).
- Don Jaume el Conquistador (1994), dirigida por Antoni Verdaguer.
- Semos peligrosos (uséase Makinavaja 2) (1993), dirigida por Carlos Suárez.
- Makinavaja, el último choriso (1992), dirigida por Carlos Suárez.
- Sauna (1990), dirigida por Andreu Martín.
- Vindrem a sopar (1990), serie de televisión.
- El niño de la luna (1989), dirigida por Agustí Villaronga.
- El aire de un crimen (1988), dirigida por Antonio Isasi-Isasmendi.
- La senyora (1987), dirigida por Jordi Cadena.
- Filiprim (1986-1989), concurso de televisión.
- Yo amo a Hitler (1985), dirigida por Ismael González.
- Un geni amb l'aigua al coll (1983), dirigida por Lluís Josep Comerón.
- Asalto al Banco Central (1983), dirigida por Santiago Lapeira.
- Idil·li eixorc (1983), dirigida por Romà Guardiet.
- La revolta dels ocells (1982), dirigida por Lluís Josep Comerón.
- La plaza del Diamante (1982), dirigida por Francesc Betriu.
- Espanjankävijät (1980), dirigida por Mikael Wahlforss.
- Los fieles sirvientes (1980), dirigida por Francesc Betriu.
- Estigma (1980), dirigida por José Ramón Larraz.
- Los bingueros (1979), dirigida por Mariano Ozores.
- Furia española (1975), dirigida por Francesc Betriu.

### Teatro
- Rubianes solamente (2003), artista invitado en diversas funciones.
- Los gigantes de la montaña de Luigi Pirandello (1999), dirigida por Georges Lavaudant.
- La pregunta perduda o el cor del lleó de Joan Brossa (1985), dirigida por Herman Bonin.